# Пенсилвания (линеен кораб, 1915)
Пенсилвания (на английски: USS Pennsylvania (BB-38)) е линеен кораб на САЩ. Главен кораб на едноименния проект.
Третият кораб във ВМС на САЩ наречен в чест на щата Пенсилвания.
„Пенсилвания“ е заложен на 27 октомври 1913 г., в Newport News Shipbuilding and Dry Dock Company, Нюпорт Нюз, щата Вирджиния. Корабът е спуснат на вода на 16 март 1915 г., бутилката в борда на линкора разбива Елизабет Колб. „Пенсилвания“ влиза в състава на флота на 12 юни 1916 г. Първият капитан на новия линкор е кептън (капитан 1 ранг) Хенри Б. Уилсон.
На 10 февруари 1948 г. е потопен при атола Куаджалин след атомна бомбардировка. Отворени са кингстоните, след което линкорът скоро ляга на борд и потъва.